# Arquitectura neoprehispánica

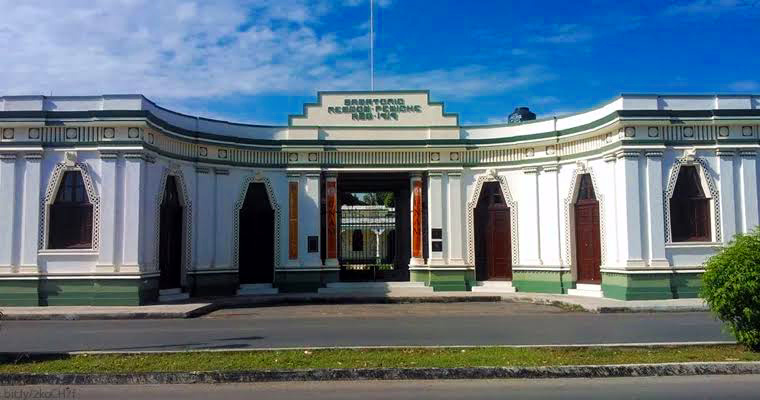
Sanatorio Rendón Peniche, por Manuel Amábilis (1919)

La arquitectura neoprehispánica fue una corriente arquitectónica de estilo historicista que se dio a principios del siglo XX en Iberoamérica, y que se basa en la adopción elementos estéticos propios de la arquitectura prehispánica americana, principalmente de los mexicas, mayas e incas. Este estilo arquitectónico tuvo su auge en un contexto de movimientos nacionalistas, donde países como México y Perú buscaban reafirmar su identidad cultural tras procesos históricos como la Revolución Mexicana o el centenario de la independencia peruana. 
La arquitectura neoprehispánica incluye elementos como pirámides escalonadas, escultura, frisos y grecas con diseños geométricos, muros poligonales, entre otros. Entre las arquitecturas neoprehispánicas se describen las siguientes: 
- Arquitectura neomexica o neoazteca, aunque la mayoría de edificios con elementos neomexicas están muy mezclados con otros estilos europeos, como el Monumento a la Revolución de Carlos Obregón Santacilia o la arquitectura funcionalista de José Villagrán García.
- Arquitectura neomaya, cabe destacar a Manuel Amábilis, arquitecto yucateco más importante del estilo neomaya, con varios ejemplos icónicos en Mérida de Yucatán, como el Monumento a la Patria y la Casa del Pueblo.
- Arquitectura neoinca, destacando a Héctor Velarde o Rafael Marquina y Bueno

La arquitectura neoprehispánica también resonó en España como parte de un diálogo cultural entre ambos lados del Atlántico. Su máximo exponente se dio en la Exposición Iberoamericana de Sevilla de 1929, concretamente en los pabellones de Perú, México y Guatemala. Más adelante, la arquitectura neoprehispánica se mezcló también con la arquitectura neocolonial española, de la mano de arquitectos como el argentino Martín Noel. 

## Ejemplos
- Pabellón de México en la Exposición Universal de París de 1889
- Mausoleo americano de Héctor Greslebin y Ángel Pascual, 1920 (proyectado, pero no construido)
- Mansión Neo-Azteca, Ángel Pascual, 1921 (proyectado, pero no construido)[1]

## Galería

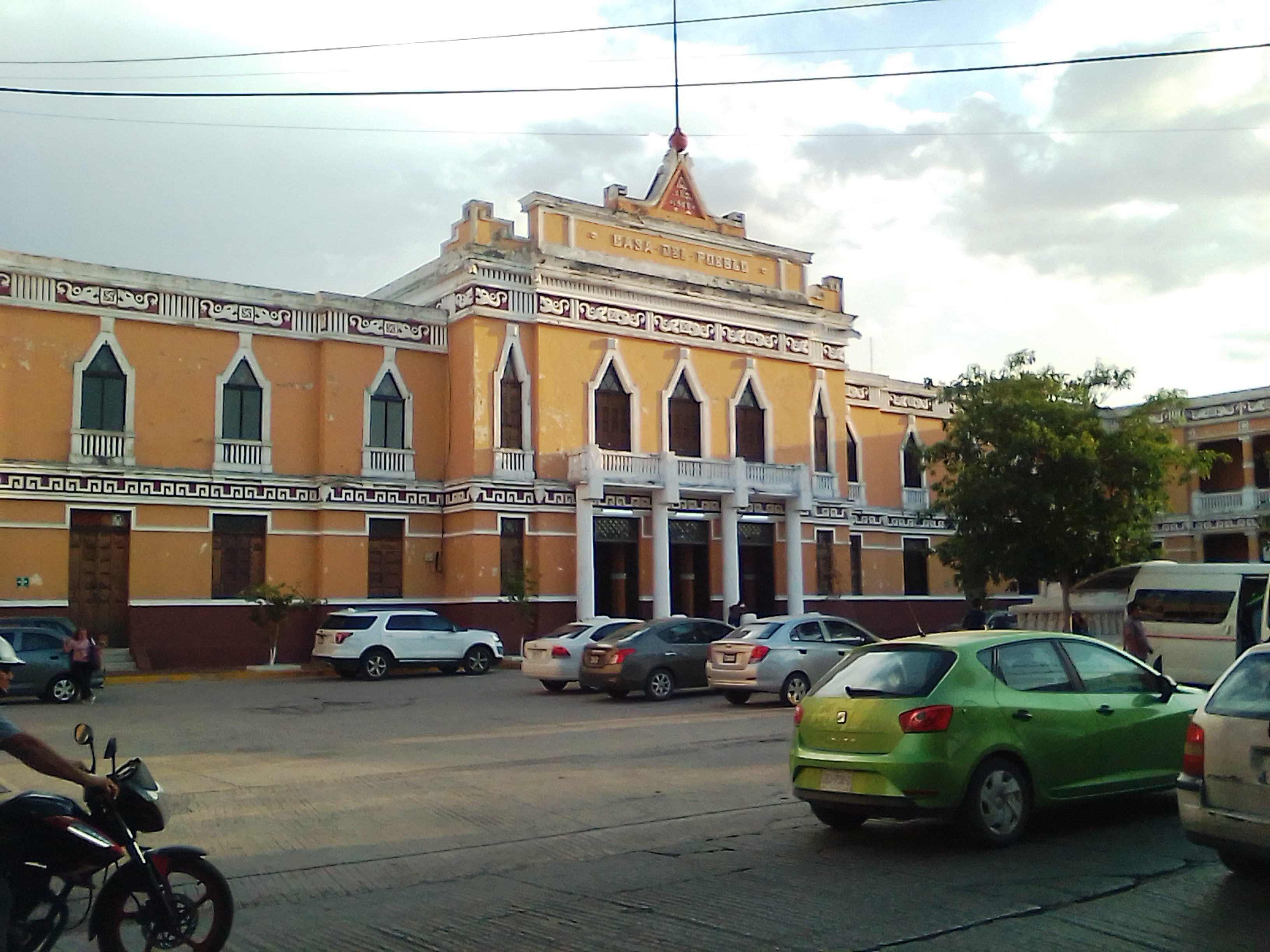
Casa del Pueblo en Mérida de Yucatán
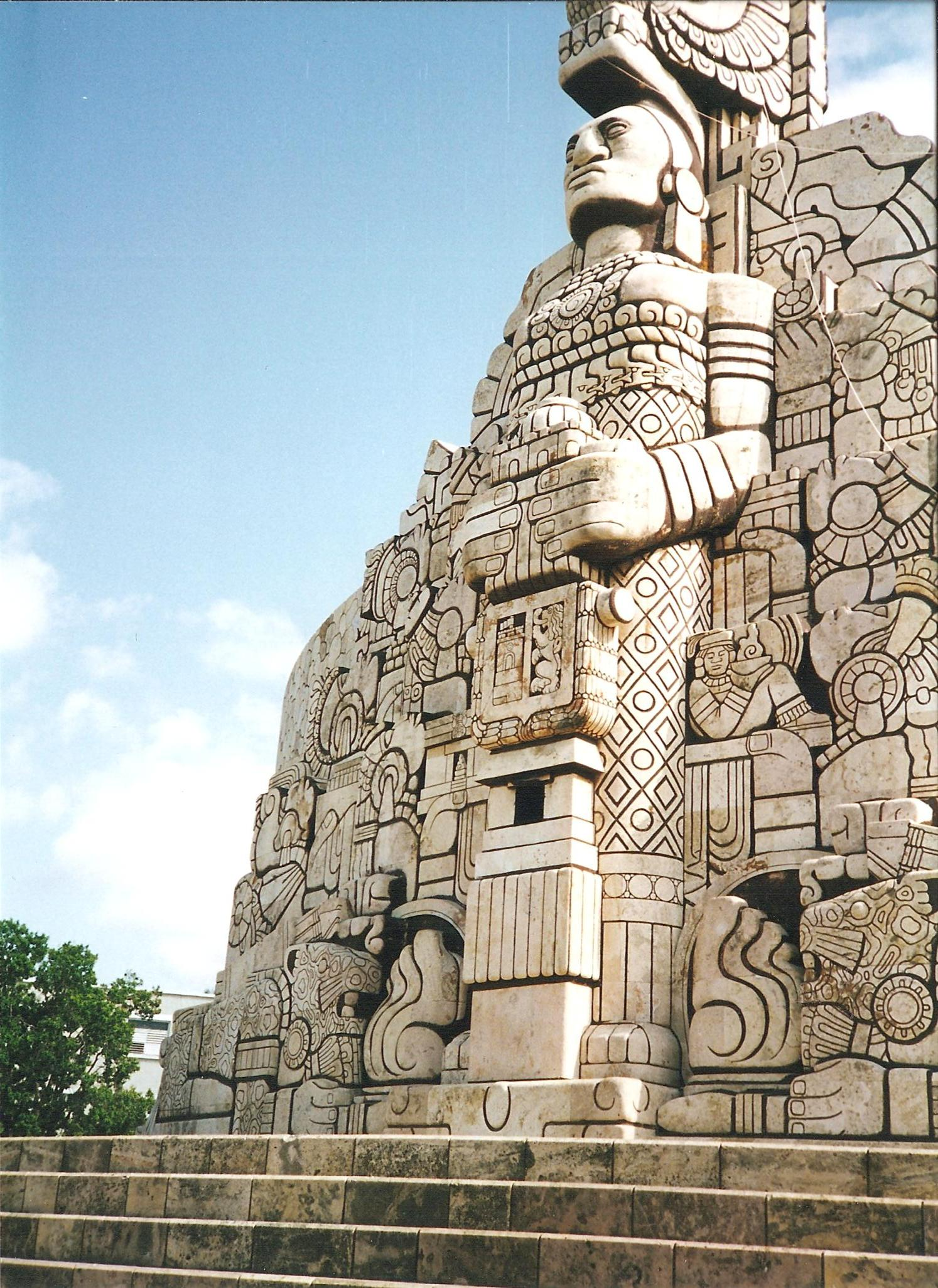
Monumento a la Patria, Mérida
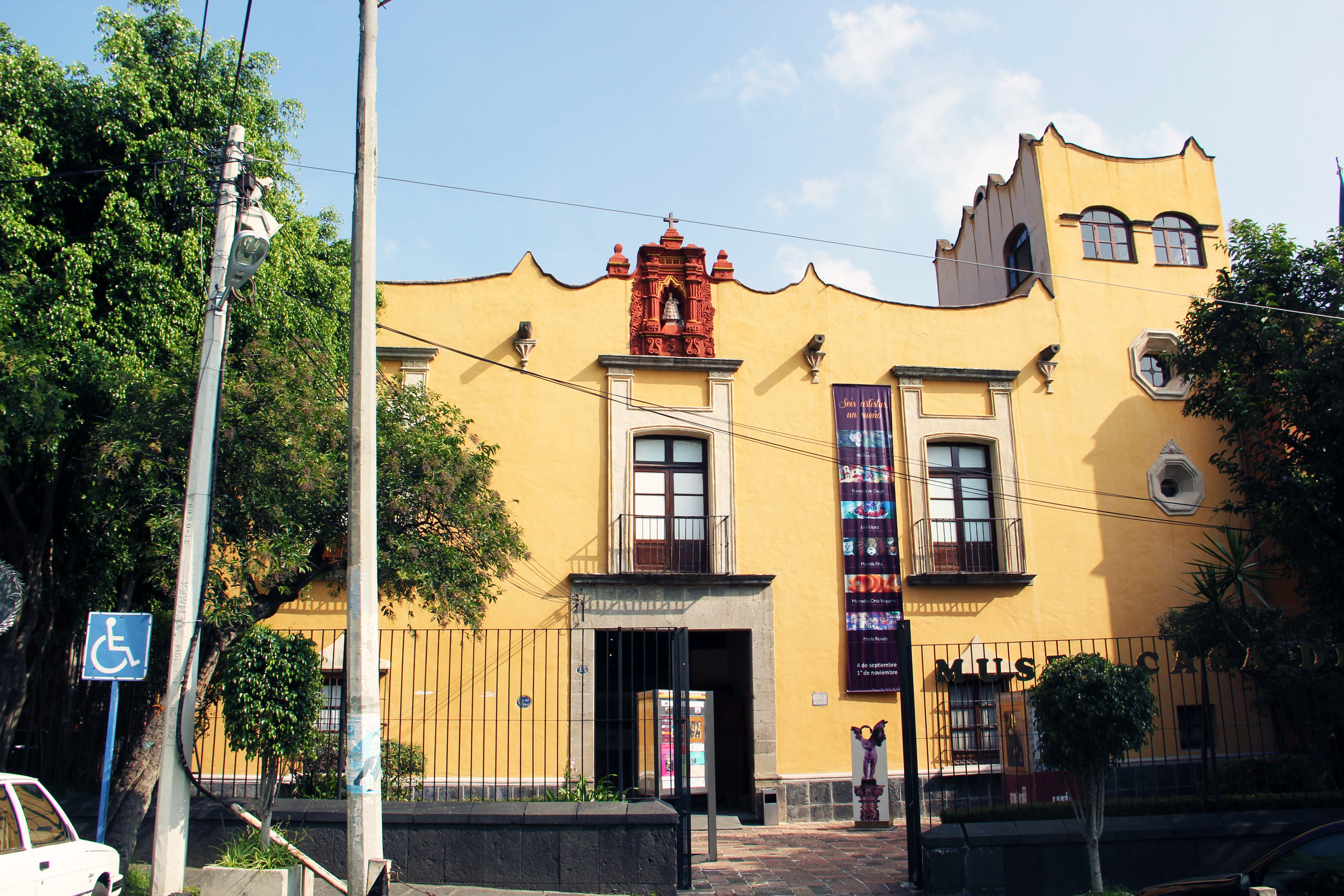
Casa del Risco, Ciudad de México
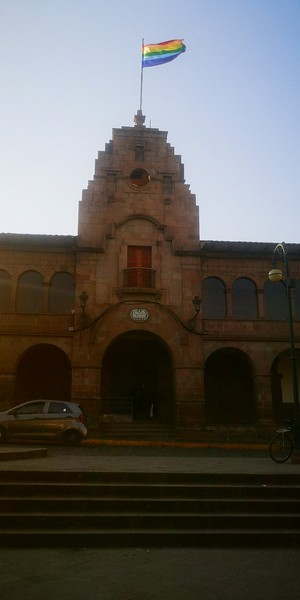
Palacio del Cabildo del Cusco, que incorpora ciertos elementos neoincas y españoles
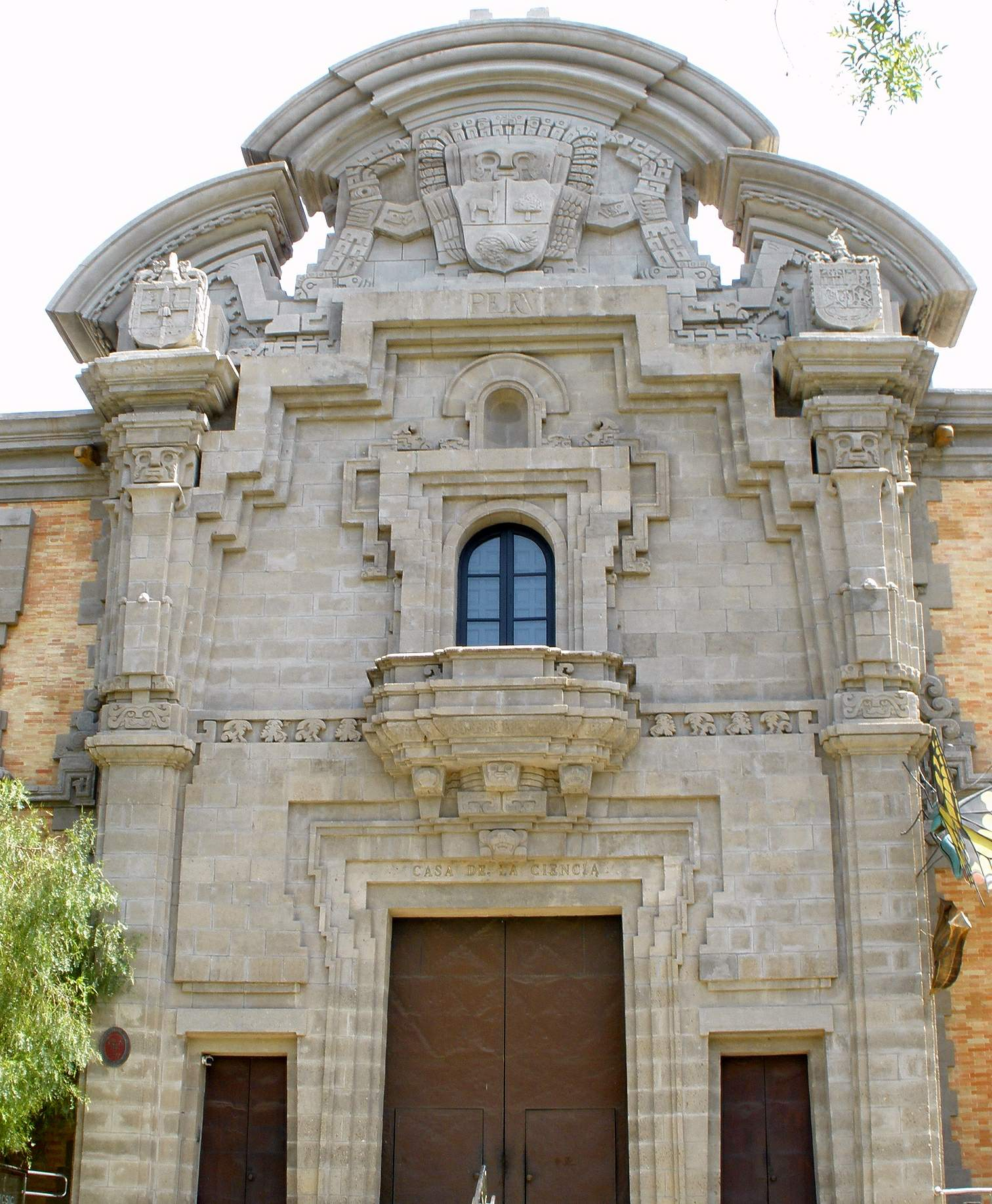
Fachada del Pabellón de Perú de Sevilla
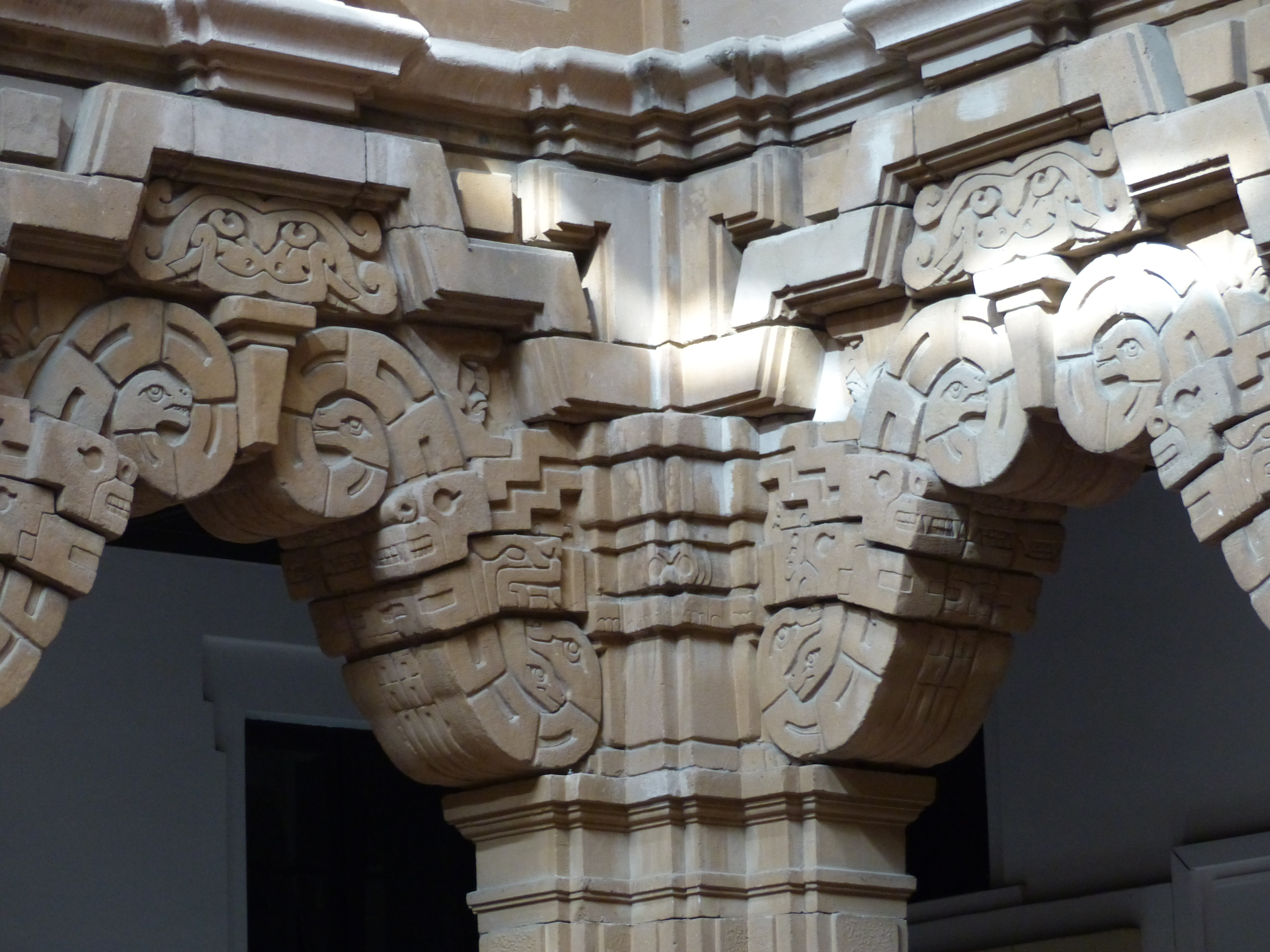
Detalle de los capiteles del Pabellón de Perú de Sevilla
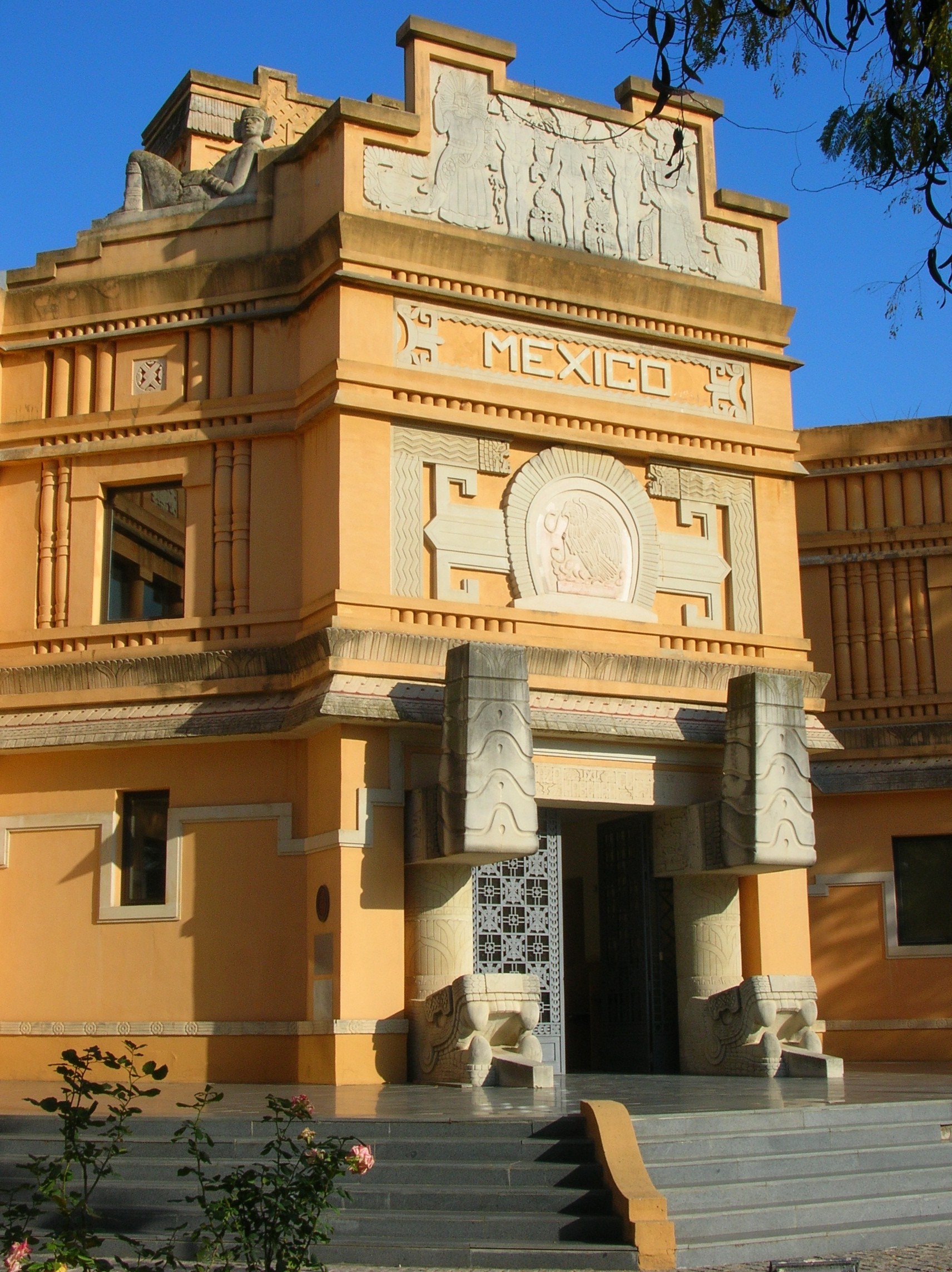
Entrada del Pabellón de México de Sevilla
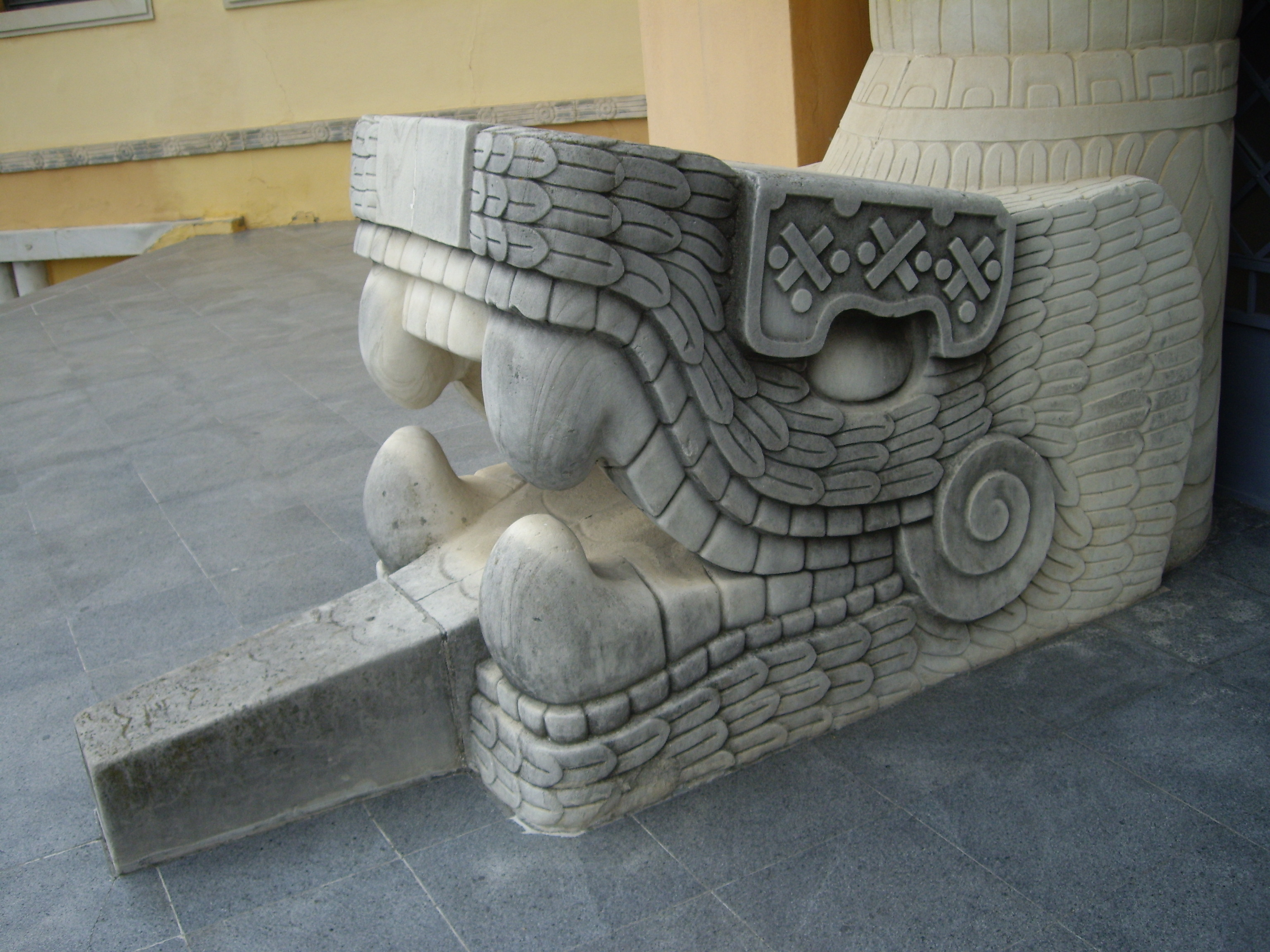
Entrada del Pabellón de México de Sevilla, detalle de la escultura
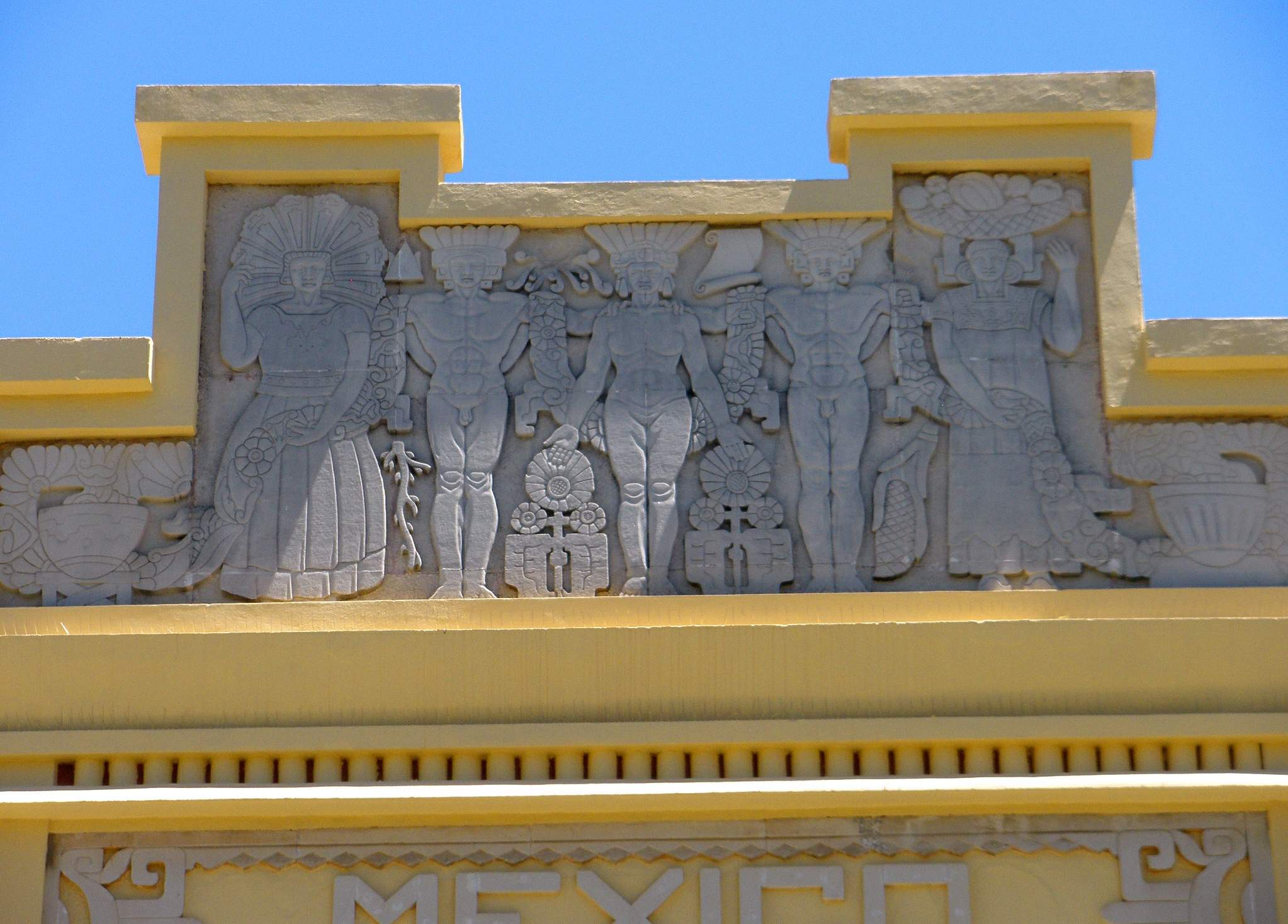
Frontón con relieve en el Pabellón de México de Sevilla
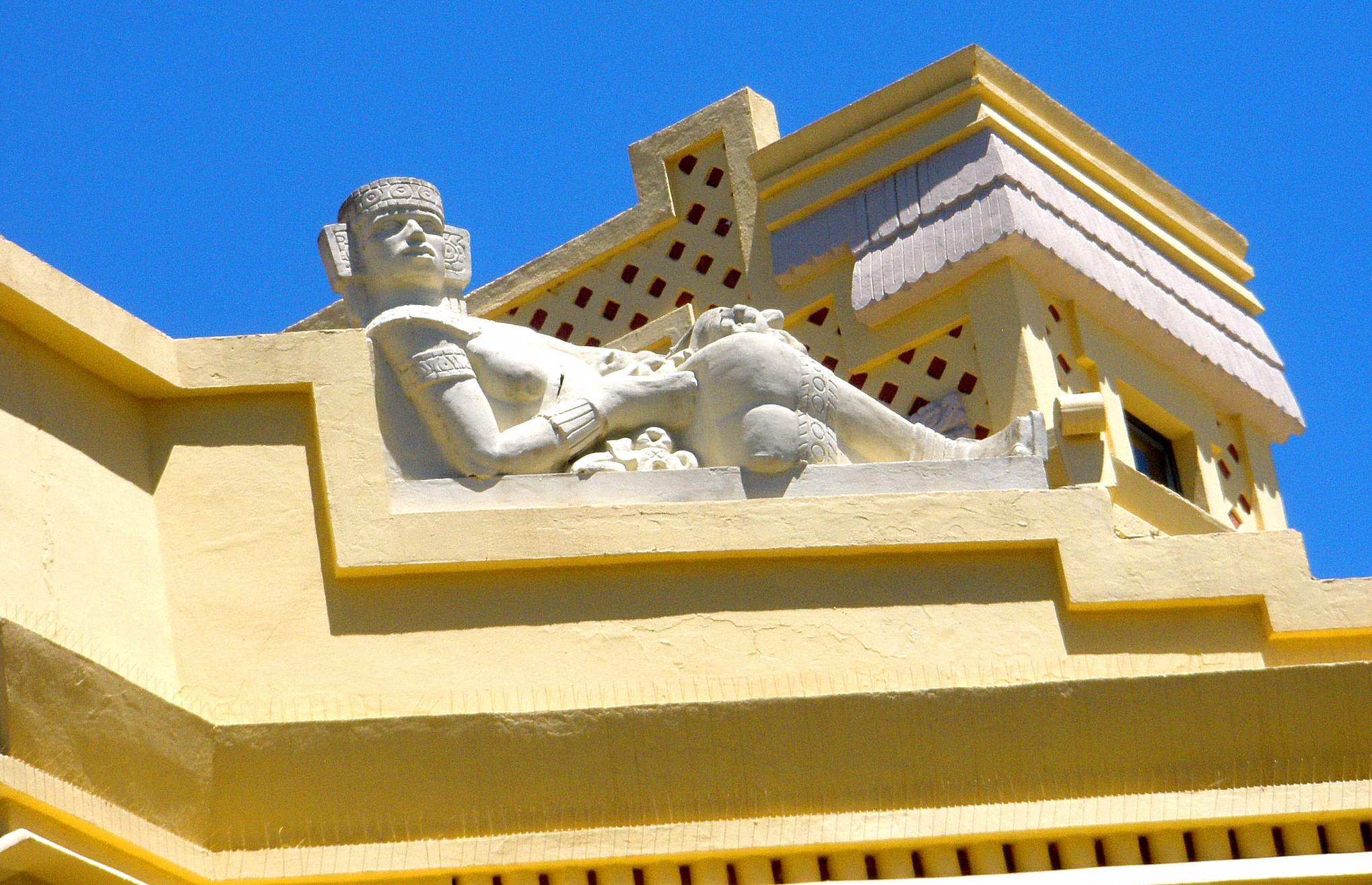
Escultura en el Pabellón de México de Sevilla